# Пастернак, Евгений Борисович
Евге́ний Бори́сович Пастерна́к (23 сентября 1923, Москва, СССР — 31 июля 2012, Москва, Россия) — советский и российский литературовед, историк литературы, текстолог, военный инженер, биограф, педагог. Старший сын писателя Бориса Пастернака (1890—1960) от первого брака с художницей Евгенией Лурье (1898—1965). Участник Великой Отечественной войны.

## Биография
«Когда в 1931 родители расстались, для меня это было самым большим горем в жизни».
По окончании школы в 1941 году вместе с матерью в эвакуации в Ташкенте, поступил в Среднеазиатский государственный университет на физико-математический факультет, где проучился один курс. С 1942 по 1954 служил в Вооружённых Силах. Участник Великой Отечественной войны. В 1946 окончил Академию бронетанковых и механизированных войск по специальности инженер-механик по электрооборудованию и системам автоматического управления. В 1969 защитил диссертацию, кандидат технических наук. С 1954 по 1975 старший преподаватель факультета автоматики и телемеханики Московского энергетического института. Из МЭИ Е. Б. Пастернака, как он сам вспоминал, фактически выгнали за то, что он провожал в аэропорту Шереметьево семью Александра Солженицына, отбывавшую для воссоединения с ним.
С 1960 года — историк литературы, текстолог, специалист по творчеству Бориса Пастернака. С 1976 года — научный сотрудник Института мировой литературы АН СССР (РАН). Автор первой отечественной биографии Б. Л. Пастернака, созданной на основе богатейшего и эксклюзивного архивного материала, прежде всего — из семейного архива. Составитель и комментатор первого полного 11-томного собрания сочинений Пастернака, вышедшего 5-тысячным тиражом в издательстве «Слово» (октябрь 2005). Постоянный участник и докладчик научных конференций, посвящённых творческому наследию Пастернака. Выступал с лекциями в ряде европейских университетов и ведущих университетах США. Автор около 200 печатных работ, посвящённых жизни и творчеству Пастернака, его отношениям со знаменитыми современниками. Под его редакцией вышло ещё несколько изданий собраний сочинений поэта, а также переписка, сборники, воспоминания и материалы к биографии Б. Л. Пастернака.
9 декабря 1989 в Стокгольме Евгению Пастернаку вручены диплом и медаль Нобелевского лауреата — его отца.
Награждён медалями «За Победу над Германией», «За боевые заслуги» и другими государственными наградами.
Скончался 31 июля 2012 года в Москве. Похоронен на кладбище в Переделкино рядом с отцом Борисом Пастернаком и братом Леонидом.

### Семья
Жена — Елена Владимировна Вальтер (1936—2020) — внучка философа Г. Г. Шпета, филолог, соавтор и сотрудник Е. Б. Пастернака в его научной и издательской деятельности. В 2009 году супруги выпустили мемуары сестры Бориса Пастернака Жозефины, которые впервые были опубликованы на русском языке.
Дети — Пётр (род. 1957), театральный художник, дизайнер; Борис (род. 1961), архитектор; Елизавета (род. 1967), филолог.

## Наиболее известные книги Е. Б. Пастернака
- Борис Пастернак. Материалы для биографии. М.: «Советский писатель», 1989.
- Борис Пастернак. Биография. М., «Цитадель», 1997.
- «Существованья ткань сквозная…» Книга воспоминаний.
- В соавторстве с Еленой Пастернак. «Жизнь Бориса Пастернака: Документальное повествование». СПб: изд-во журнала «Звезда», 2004.
- В 2010 году аудиофонд «Старое Радио» и лекторий «AudioPedia» совместно с издательством «Ардис» записали и выпустили цикл бесед «12 вечеров с Пастернаком».